# Селищево (Московская область)
Селищево — деревня в Московской области России. Входит в городской округ Солнечногорск. Население — 4 чел. (2010).

## География
Деревня расположена на северо-западе Московской области, в западной части округа, примерно в 10 км к западу от центра города Солнечногорска, недалеко от Истринского водохранилища, на левом берегу небольшой реки Госии бассейна Истры. В деревне две улицы — Новолесная и Ольховая, приписано три садоводческих товарищества. Ближайшие населённые пункты — деревни Сверчково, Тимошино и Якиманское.

## История
В середине XIX века деревня Селищева 1-го стана Клинского уезда Московской губернии принадлежала баронессе Елизавете Александровне Розен, в деревне был 21 двор, крестьян 67 душ мужского пола и 55 душ женского.
В «Списке населённых мест» 1862 года — владельческая деревня Клинского уезда по левую сторону Звенигородского тракта, в 18 верстах от уездного города и 8 верстах от становой квартиры, при реке Гостье, с 18 дворами и 120 жителями (62 мужчины, 58 женщин).
По данным на 1890 год — деревня Солнечногорской волости Клинского уезда с 127 душами населения.
В 1913 году — 21 двор.
По материалам Всесоюзной переписи населения 1926 года — центр Селищевского сельсовета Солнечногорской волости Клинского уезда в 3,2 км от Пятницкого шоссе и 10,7 км от станции Подсолнечная Октябрьской железной дороги, проживало 105 жителей (47 мужчин, 58 женщин), насчитывалось 24 крестьянских хозяйства.
С 1929 года — населённый пункт в составе Солнечногорского района Московского округа Московской области. Постановлением ЦИК и СНК от 23 июля 1930 года округа как административно-территориальные единицы были ликвидированы.
1929—1939 гг. — деревня Шапкинского сельсовета Солнечногорского района.
1939—1954 гг. — деревня Субботинского сельсовета Солнечногорского района.
1954—1957, 1962—1963, 1965—1994 гг. — деревня Обуховского сельсовета Солнечногорского района.
1957—1960 гг. — деревня Обуховского сельсовета Химкинского района.
1960—1962 гг. — деревня Обуховского (до 30.09.1960) и Спас-Слободского сельсовета Солнечногорского района.
1963—1965 гг. — деревня Обуховского сельсовета Солнечногорского укрупнённого сельского района.
С 1994 до 2006 гг. деревня входила в Обуховский сельский округ Солнечногорского района.
С 2005 до 2019 гг. деревня включалась в Кривцовское сельское поселение Солнечногорского муниципального района.
С 2019 года деревня входит в городской округ Солнечногорск, в рамках администрации которого относится с территориальному управлению Кривцовское.

## Население
| 1852 | 1859 | 1890 | 1899 | 1926 | 1932 | 1966 |
| ---- | ---- | ---- | ---- | ---- | ---- | ---- |
| 122  | ↘120 | ↗127 | ↘117 | ↘105 | ↗115 | ↘25  |
| 1998 | 2002 | 2010 |      |      |      |      |
| ↘3   | ↘0   | ↗4   |      |      |      |      |